# Louis-Charles-Joseph de Manne
Louis-Charles-Joseph de Manne est un fonctionnaire et bibliographe français, né le 19 septembre 1773 à Paris où il est mort le 23 juillet 1832. Membre de la Société asiatique (1828) et du Conseil de perfectionnement de l'École nationale des chartes (1829), il fut l'un des conservateurs et administrateurs de la Bibliothèque royale pour les livres imprimés.

## Biographie

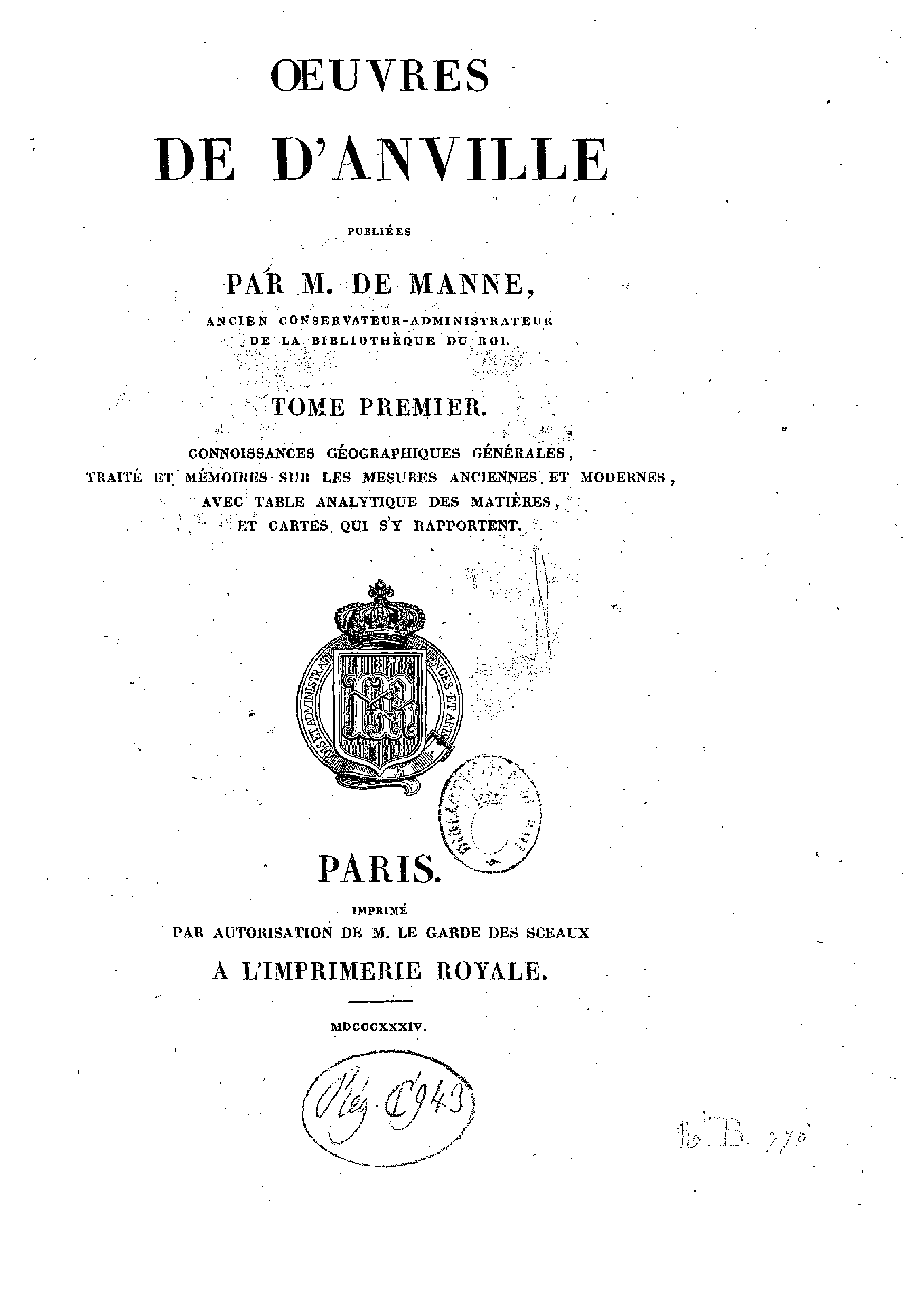
Couverture œuvre de d'Anville

Fils aîné de Nicolas-Joseph de Manne, secrétaire de d'Anville puis marchand de géographie, Louis-Charles-Joseph de Manne descendait d'une famille hollandaise du nom de Van Mann, dont une branche s'établit en France en 1672, à l'époque des troubles qui préparèrent le rétablissement du Stathoudérat. Après avoir été élevé au collège des Quatre-Nations, il fut admis fort jeune dans les bureaux de la Compagnie des Indes et passa peu de temps après, en mars 1791, au cabinet des Médailles en tant qu'assistant de l'abbé Barthélemy. Dénoncé comme royaliste par Tobiésen-Duby, il perdit sa place et, craignant d'être arrêté, s'enfuit de Paris. Les circonstances le conduisirent en Vendée, où s'organisait une armée royale, dans laquelle il servit quelque temps comme volontaire pendant l'insurrection. Dès qu'il le put sans courir de danger, il revint dans la capitale où, par le crédit de ses amis, il retrouva un poste subalterne à la Bibliothèque nationale, mais aux imprimés. Son zèle et son activité lui firent franchir promptement tous les degrés inférieurs, et bientôt, il obtint le titre de premier employé.
Réquisitionné en l'an VII (1799), il fut autorisé à poursuivre ses fonctions de premier employé à la Bibliothèque impériale. Il y fut censeur impérial de 1811 à 1814 puis censeur royal honoraire par ordonnance du 24 octobre 1814. Le 23 novembre 1820, après vingt ans de service, il fut appelé à une place de conservateur et administrateur du département des livres imprimés, vacant par la mort de Jean-Augustin Capperonnier. Les spoliations républicaines, les conquêtes impériales, et la fécondité du dix-neuvième siècle avaient accru considérablement les trésors de cet établissement. Tandis que son collègue, Van Praet, se livrait plus spécialement aux relations publiques, Louis-Charles-Joseph de Manne présida surtout à la mise en ordre de l'immense dépôt des connaissances confiées à leur garde et si longtemps perdues pour le monde savant. Par ses soins de nouvelles et spacieuses galeries furent disposées dans les étages supérieurs de la Bibliothèque (rue de Richelieu). Plus de 300.000 volumes y furent rangés. Les livres contemporains furent classés dès leur parution et de nombreux ouvrages furent complétés. Secrétaire du Conservatoire de la Bibliothèque en 1829 et 1830, il en fut le vice-président en 1832.
Louis-Charles-Joseph de Manne avait passé sa première enfance chez le célèbre géographe Jean-Baptiste d'Anville dont il avait hérité les manuscrits, cartes, planches et dessins. Aussi, le temps qu'il n'employait pas aux fonctions de sa place, était destiné spécialement à des recherches géographiques et à rendre hommage à son maître en publiant, en 1802, une Notice raisonnée des ouvrages de d'Anville à laquelle Jean-Denis Barbié du Bocage a fourni des remarques et quelques détails. Une édition complète de ses Œuvres était même annoncée en 6 volumes dont l'impression était commencée à l'imprimerie royale depuis plusieurs années, mais de Manne n'a pu la voir terminée, étant mort à Paris : « Cette édition était très avancée, et prête à paraitre à l'Imprimerie royale, du moins quant aux œuvres principales. M. de Manne n'avait cessé de s'occuper du long et pénible travail de révision et d'éclaircissement du texte, dans des notes philologiques et géographiques. L'administration de la Bibliothèque du Roi, dont il était conservateur, et qui lui fut confiée dans ses dernières années, acheva de remplir tous ses jours, et de consumer sa santé ».
Outre la Notice des ouvrages de d'Anville, premier géographe du roi etc. édité à Paris : chez Fuchs et Demanne, an X (1802). in-8, 120 p. et les Œuvres de d'Anville publiées par M. de Manne Paris : F.-G. Levrault, 1834. 2 vol. in-4, on lui doit le Nouveau Recueil d'ouvrages anonymes et pseudonymes édité par Edmond Denis de Manne - Paris : Gide, 1834. in-8, VI-582 p, et Breve Memoria Statistica delle due Calabrie, del Signor Gaetano Tocci qu'il écrivit en français pour être traduit en italien.
Il avait épousé Thérèse-Victoire Duplessis-Bonjour, artiste peintre ayant exposé au Louvre en 1812, dont il eut deux fils : Edmond-Denis de Manne, conservateur de la Bibliothèque nationale, chevalier de la Légion d'honneur, et Victor-Amédée de Manne, ancien élève de Polytechnique, chef d'escadrons d'artillerie, officier de la Légion d'honneur.
Son frère cadet, Louis-Félix de Manne, ingénieur géographe, successivement écrivain de Monsieur (futur Charles X), imprimeur lithographe jusqu'en 1825 (Demanne, jeune), maître de pension, reçut plusieurs récompenses pour ses travaux sur la papyrographie. Les comédiens Ernest Demanne et Ernest-Henri Demanne sont ses petits-fils et arrière-petit-fils.

## Sources
- Biographie universelle ancienne et moderne, rédigée par une société de gens de lettres et de savants, tome CXII, chez Michaud (1837)
- Dictionnaire historique, par l'abbé de Feller, tome VIII, chez Lefort (1832)
- Gardes et conservateurs du département des Imprimés de 1720 à 1998, publié par la Bibliothèque nationale de France